# موتور مرادبخش دامنی
موتور مرادبخش دامنی روستایی در دهستان بمپور شرقی بخش مرکزی شهرستان بمپور استان سیستان و بلوچستان ایران است.

## جمعیت
بر پایه سرشماری عمومی نفوس و مسکن در سال ۱۳۹۵ جمعیت این روستا ۸۵ نفر (۱۹خانوار) بوده‌است.